# Медзольдо
Медзо́льдо, Меццольдо (итал. Mezzoldo) — коммуна в Италии, находится в регионе Ломбардия, в провинции Бергамо.
Население составляет 201 человек (2008), плотность населения составляет 11 чел./км². Занимает площадь 19 км². Почтовый индекс — 24010. Телефонный код — 0345.
Покровителем коммуны почитается святой Иоанн Креститель, празднование 24 июня.

## Демография
Динамика населения:

## Администрация коммуны
- Официальный сайт: